# Мацумура Шенен
Мацумура Шенен (яп. 松村 松年; 1872-1960) — японський ентомолог, лепідоптеролог. Автор описання зоологічних таксонів.
Мацумура викладав ентомологію в Хоккайдоському університеті. У 1926 році заснував ентомологічний журнал «Insecta Matsumurana». Зібрав колекцію з 1200 видів комах з фауни Японії, яка зараз зберігається у Хоккайдоському університеті. Мацумура написав багато наукових робіт і книг, включаючи «6000 illustrated Insects of Japan-Empire» (1931).